# دارين مولوي
دارين مولوي (بالإنجليزية: Darren Molloy)‏ هو لاعب اتحاد الرغبي أيرلندي، ولد في 1972.